# Prokopovo náměstí
Prokopovo náměstí je jedno z menších, ale i nejstarších náměstí v Praze 3 na Žižkově. Je pojmenováno po husitském knězi, politikovi a vojevůdci Prokopu Holém (asi 1380–1434).

## Popis a historie
Od svého vzniku v roce 1872 si Prokopovo náměstí svůj název zachovalo. Je to pravoúhlý trojúhelník s jednou odvěsnou na severu (asi 70 m, prodloužení Roháčovy ulice), druhou na východě (asi 50 m, Chlumova ulice), přepona na jihozápadě je nejfrekventovanější (Prokopova ulice).

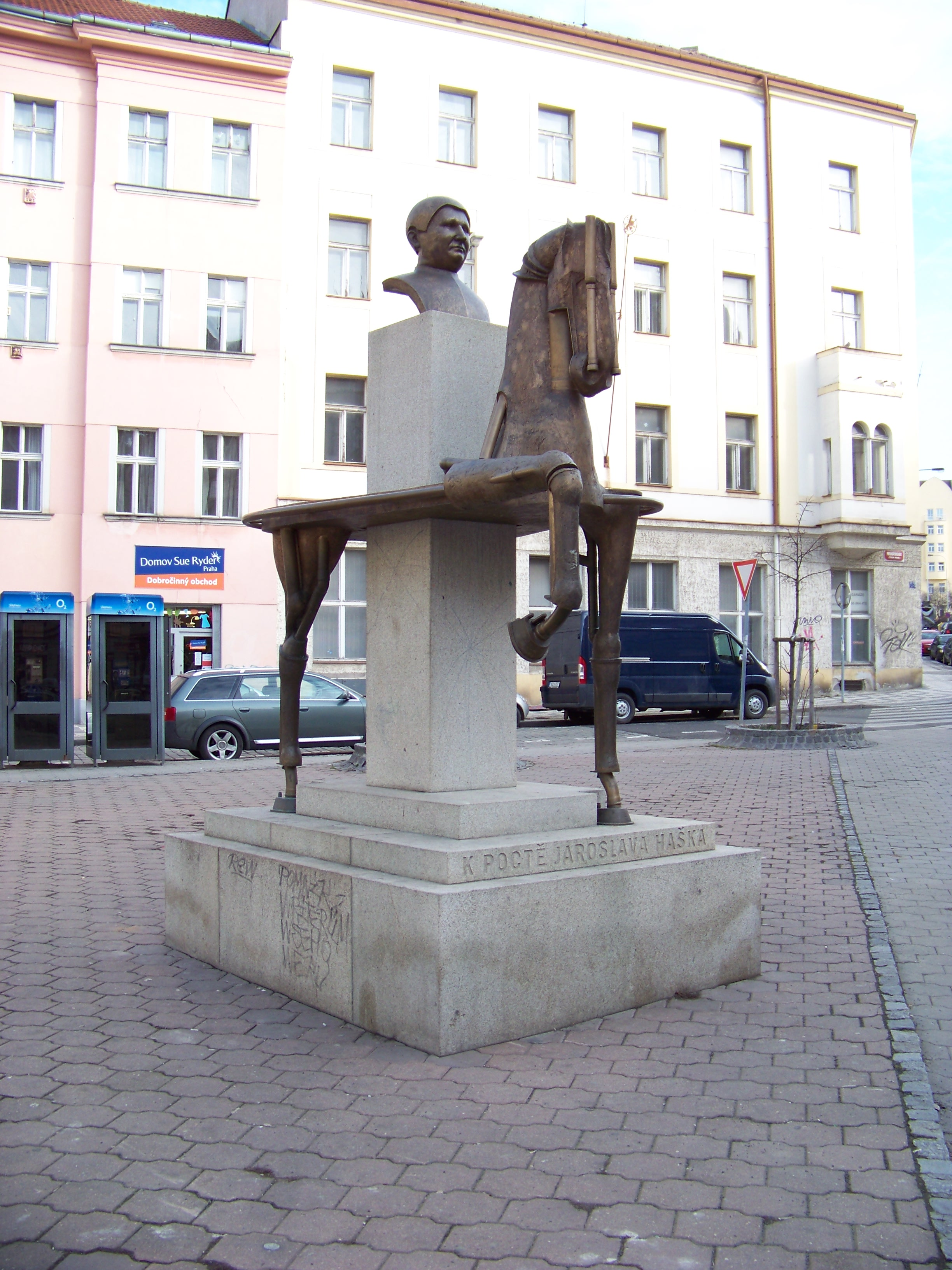

Prokopovo náměstí bývalo kdysi největším žižkovským tržištěm. Bývala tu i první pošta na Žižkově a až do roku 1890, kdy byla zprovozněna nová budova na tehdy ještě Basilejském, nynějším Havlíčkově náměstí, tu byla i žižkovská radnice. Jezdívala tu i tramvaj. Náměstí je obestavěno zejména činžovními domy s obchůdky a provozovnami služeb v přízemí, nárožní dům v západním cípu využívá Metropolitní univerzita Praha, vedle něj je hotel.
Ve středu Prokopova náměstí je originální pomník Jezdecká socha Jaroslava Haška - věnovaný spisovateli Jaroslavu Haškovi (1883–1923). Autorem tohoto díla jsou Karel Nepraš a Karolína Neprašová: sokl s bustou spisovatele prochází hřbetem koně ve tvaru výčepního pultu.
Tradice trhů, které se tu konaly asi 120 let, byla v roce 2016 obnovena.